# Yootha Wong-Loi-Sing
Yootha Wong-Loi-Sing (Róterdam, 19 de agosto de 1987) es una actriz y cantante neerlandesa. Es conocida por sus papeles en las películas The Cost of Sugar (2013), Really Love (2020) y Het A-woord (2020).

## Biografía
Yootha Wong-Loi-Sing nació en 1987 en Róterdam (Países Bajos). Hija de un cantante y un guitarrista/peluquero, ambos nacidos en Surinam. Recibió lecciones de actuación en un centro comunitario. Su educación comenzó en la escuela primaria De Blijberg en Róterdam (1991-1999). Posteriormente asistió al Marnix Gymnasium (1999-2005) y finalmente, de 2006 a 2012, estudió sociología en la Universidad Erasmo de Róterdam. Durante su etapa universitaria apareció en la serie de la cadena pública BNN, Who's in Who's Out.
Fue nominada al Becerro de Oro a la mejor actriz en el Festival de Cine de los Países Bajos de 2013 por su interpretación del personaje de la esclava doméstica Mini Mini en la película The Cost of Sugar. Luego consiguió algunos papeles secundarios en películas estadounidenses y en la serie de televisión Love Is..., que se emitió en el canal de televisión OWN propiedad de Oprah Winfrey.
En 2021, protagonizó las películas Really Love (papel principal) y Forever Rich (papel secundario), ambas en Netflix. Por Really Love, ella y su coprotagonista Kofi Siriboe recibieron el «Reconocimiento Especial del Jurado por Actuación» en el festival South by Southwest.
En 2024 se unió al elenco de la tercera temporada de la serie de televisión web estadounidense de ciencia ficción, Fundación, donde interpreta el personaje de Song.

## Filmografía

### Cine
| Año            | Título               | Papel          | Notas                                        | Ref.  |
| -------------- | -------------------- | -------------- | -------------------------------------------- | ----- |
| 2013           | The Cost of Sugar    | Mini Mini      | Nominada al Becerro de Oro a la mejor actriz | [ 1 ] |
| 2015           | The Paradise Suite   | Nanda          |                                              |       |
| 2016           | Sneekweek            | Kim            |                                              |       |
| 2016           | Cas                  | Mia            | Telefilme                                    |       |
| 2017           | Alles voor elkaar    | Vanessa        |                                              |       |
| 2018           | Get Lost!            | Stacey         | Telefilme                                    |       |
| 2020           | Really Love          | Stevie Solomon | Película estadounidense                      |       |
| 2021           | Forever Rich         | Jessica        |                                              |       |
| 2024           | Panda Bear in Africa | Pang (voz)     | Película de animación                        |       |
| (Fuente: IMDb) |                      |                |                                              |       |

### Televisión
| Año            | Título                      | Papel           | Notas                                   | Ref.  |
| -------------- | --------------------------- | --------------- | --------------------------------------- | ----- |
| 2012           | Who's in Who's Out          | Angel           | 9 episodios                             |       |
| 2014           | Celblok H                   | Drina Klimsop   | Episodio «Scherp randje»                |       |
| 2015           | Bagels & bubbels            | Karen           | 3 episodios                             |       |
| 2016           | Heer & meester              | Melody          | Episodio «Pokerface»                    |       |
| 2016           | Project Orpheus             | Asari Mugabe    | 6 episodios                             |       |
| 2016           | De Ludwigs                  | Simone Smit     | 23 episodios                            |       |
| 2017           | Suspects                    | Hannah Stevens  | Episodio «Dodelijke Drugs»              |       |
| 2017           | De mannentester             | Jae             | Episodio «Kaan»                         |       |
| 2017           | De Ludwigs: Wie is de Dief? | Simone Smit     | Miniserie; 2 episodios                  |       |
| 2016-2017      | Flikken Rotterdam           | Chantal Denswil | 7 episodios                             |       |
| 2017-2018      | El misterio de los Hunter   | Simone          | 34 epsiodios                            |       |
| 2018           | Love Is_                    | Ruby            | 4 episodios                             |       |
| 2019-2020      | Dit zijn wij                |                 | 2 episodios                             |       |
| 2020           | Het A-woord                 | Nicole          | 6 episodios                             |       |
| 2021           | Black Lightning             | Wo Man          | Temporada 4, episodio «Painkiller»      |       |
| 2022           | Modern Love Amsterdam       | Lil Pastoors    | Temporada 1, episodio «Het Glazen hart» |       |
| 2023-2024      | Santos                      | Yola Dos Santos | Papel principal; 8 episodios            |       |
| 2025           | Fundación                   | Song            | Temporada 3                             | [ 6 ] |
| (Fuente: IMDb) |                             |                 |                                         |       |